# 转化生长因子-β超家族
转化生长因子-β超家族（transforming growth factor beta superfamily，TGF-β superfamily）是生长因子中的一大家族。分为多个亚家族：
- 转化生长因子-β亚家族，包括：转化生长因子-β1、转化生长因子-β2、转化生长因子-β3
- DVR（decapentaplegic Vg-related）亚家族，包括：
  - 骨塑型蛋白（BMPs），如：骨塑型蛋白2、骨塑型蛋白8、骨塑型蛋白10、骨塑型蛋白15
  - 生長分化因子（GDFs），如：生长分化因子1－3、生长分化因子5－11、生长分化因子15
- 激活素与抑制素，如：激活素A、激活素B、抑制素A、抑制素B
- 其他，如：Nodal[6]

## 参看
- 转化生长因子-β
- 生長分化因子(Growth differentiation factor)